# Cópis

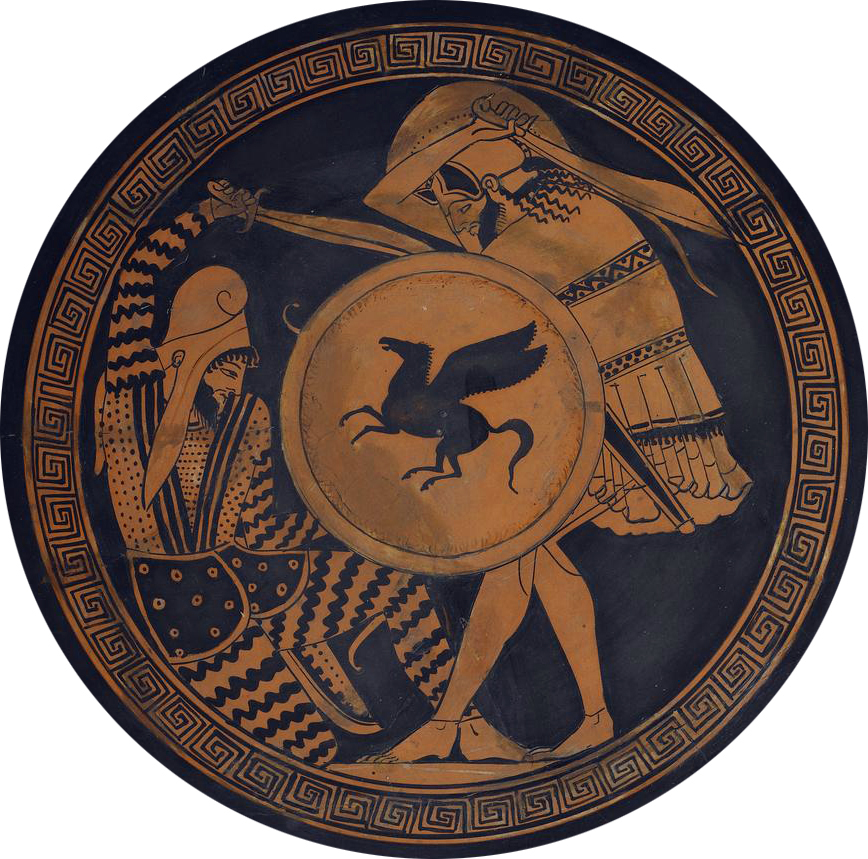
hoplita (apeado) em luta contra arqueiro persa, ambos empunhando cópis. Retratados num in ancient kylix (cálice), do século V a.C., Museu Nacional de Athenas.

A cópis (do grego κοπίς kópis, plural kopides de κόπτω – koptō, "cortar, golpear"; possível derivação do egípcio antigo  khopesh para designar uma espada cortante) trata-se, no âmbito da Grécia Antiga, de um cutelo pesado, de lâmina côncava, usado mormente para esquartejar a carne, no ensejo de sacrifícios rituais e sacrifícios animais; ou de uma espada cortante ou corto-perfurante, também de lâmina côncava. 
A cópis é amiúde comparada à falcata, sua coeva, e também à mais recente e mais curta kukri nepalesa.

## Disquisição com a Macaira
Há uma aparente sinonímia entre macaira e cópis para os autores clássicos, nalguns textos, sobretudo de Xenofonte (por exemplo, no tratado "Da Equitação"), sendo certo que noutros textos, dos quais também se contam alguns de Xenofonte (por exemplo a Ciropédia), parecem tratar-se de armas diferentes. 
Para Henry Liddell, reitor da Universidade de Oxford e co-autor do Dicionário Greco-Britânico, a macaira era um facão, mais tarde uma adaga e, depois disso, uma espada curta ou sabre curto. Ao passo que a cópis seria um cutelo pesado, se bem que também poderia ser um facão de folha larga e côncava usada pelos Tessálios. O Thesaurus Linguae Graecae, por seu turno, acrescenta a estas acepções o sentido de que seria um sabre, semelhante aos usados pelos turcos (talvez uma alusão aos shamshir do século XII).
As distinções a que nos podemos apegar, mais concretamente, entre as duas armas prendem-se com a curvatura das lâminas, sendo que a macaira tanto pode ter lâmina curva ou recta, mas a cópis teria sempre lâmina côncava. A macaira era tendencialmente usada como arma de corte (atenta a descrição dada por Xenofonte no tratado "Da equitação") ao passo que a cópis é tendencialmente usada como arma perfurante, sendo certo que há exemplares de macairas e de cópis que são armas corto-perfurantes.

## Abonações históricas e evolução do termo
Durante o século V a.C. a palavra cópis designava um facão pesado, ideal para assassinar (Sófocles, na peça Antígona, menciona-a nesse sentido) e para realizar sacríficios, com destaque para a sua aptidão cortante, face à perfurante (como bem se vê na peça, "Electra" de Eurípedes). Se bem que, por vezes, já começa a aparecer com algumas abonações alusivas ao âmbito militar (por exemplo, na peça "O Ciclope" de Eurípedes).
Na primeira metade do século IV a.C, Xenofonte só usou este verbete com o sentido de sabre, em regra, para se referir a armamento estrangeiro, concretamente o egípcio e o persa, na sua obra Ciropédia.  Só  o usou no cômputo da panóplia grega, excepcionalmente, no seu tratado "Da Equitação".

Mais tarde, Estrabão, repescando uma referência de Posidónio, usa esta palavra para descrever o armamento lusitano (certamente para se referir à falcata).

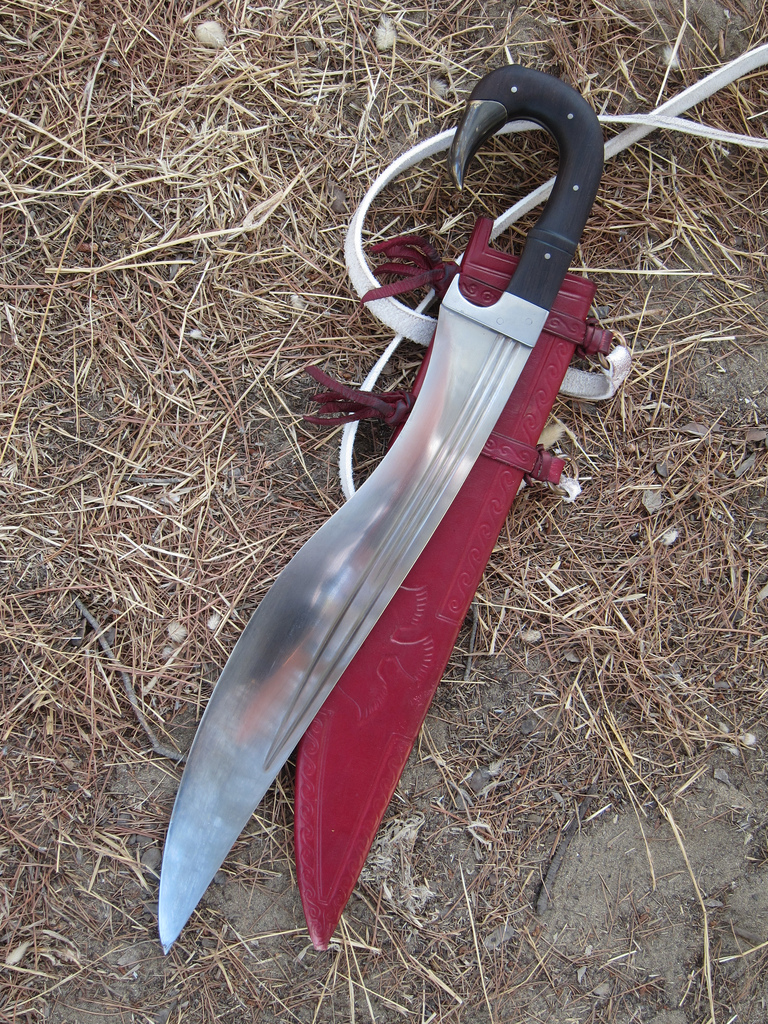
Réplica moderna de uma cópis

Já no século I d.C. Quinto Cúrcio Rufo serviu-se da palavra cópis para avançar uma descrição dessa arma, no contexto da batalha do rio Hidaspes, em que Alexandre Magno defrontou o rei Poro da Índia. Alexandre envia os seus Trácios e Agrianos (tribo oriunda daquilo que é a actual Bulgária ocidental), para que lutem contra os elefantes do rei Poro. Os Trácios figuram armados de cópis, com as quais cortam as trombas dos elefantes.
Também Plutarco, que em finais do século I e princípios do século II d.C, usava amiúde a palavra cópis. Em certas ocasiões, serve-se da palavra para aludir a cutelos de carniceiro, usados em assassinatos (por exemplo, na sua obra Vidas Paralelas, mais concretamente, na "Vida de Licúrgo"). Já quando escreveu "A vida de Alexandre", pôs a cópis nas mãos de um bárbaro que esteve prestes a matar Alexandre na batalha do Grânico, e ficamos a saber que aí se tratará de um sabre, pela descrição da forte talhada. Quando escreveu "A vida de Aristides" descreve a cópis como um sabre usado pelos persas.
A palavra também teve sentidos metafóricos, por exemplo, Nicandro de Cólofon no seu poema Theriaga, usa a palavra cópis para aludir ao aguilhão dos escorpiões.
No século II d.C nas "Metamorfoses" de Apuleio o vocábulo cópis já é usado para descrever uma arma de caça, de lâmina recôncava. 

## Feitio
A cópis, enquanto espada, era uma arma de uma mão, de um só gume e lâmina côncava. Alguns exemplares mais antigos, contavam com uma lâmina de 65 centímetros, o que a emulava à spatha romana. Os exemplares macedónios mais tardios que se foram encontrando, porém, já exibem uma lâmina mais curta, com cerca de 48 centímetros. 

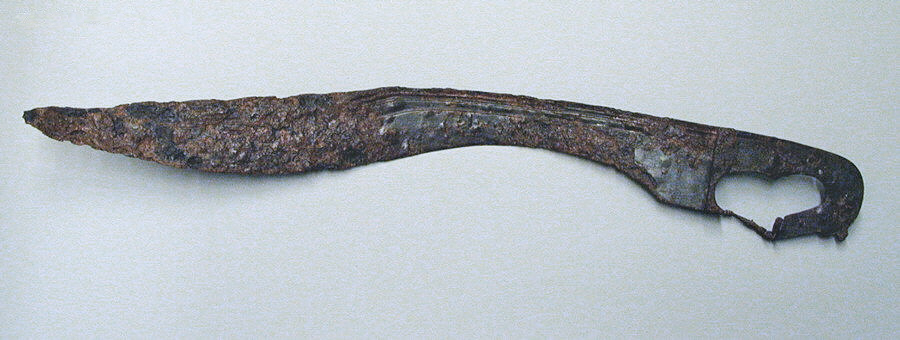
Cópis, séculos V - IV a.C., ferro, Metropolitan Museum of Art.

A folha reconcava, também dita recurva, da lâmina está feita de feição a distribuir a força para a ponta da arma, o que lhe conferia um poder de impacto análogo a uma machadada. O formato côncavo também tinha a vantagem de resguardar o gume cortante, do desgaste nas talhadas, e de facilitar as estocadas.

## Uso
Em cenário de guerra, era comum para os gregos antigos usar armas de um só gume. É isso que está amplamente atestado seja na literatura seja na arte vasculante (ânforas, vasos e outras peças cerâmicas quejandas) dessa época. Todavia, o xifo, espada de dois gumes e lâmina recta, não só era mais versátil, por ser amplamente usada como uma arma corto-perfurante, está presente nessas fontes artísticas de registo histórico artística de maneira muito mais abundante. A infantaria pesada grega era composta pelos hoplitas, os quais, por sinal, privilegiavam armas de lâmina recta. 
Há obras de arte gregas que representam soldados persas a asir cópis ou machados, em vez do acínace, que era uma espada curta, própria deles.
Há autores que aventam que o iatagã, nascido nos Balcãs e na Anatólia, e amplamente utilizado nos séculos XVI e XIX pelo Império Otomano, possa ser uma sucessora da cópis.